# 兴康大桥
兴康大桥，工程名为雅叶高速泸定大渡河大桥，是一座位于中国四川省甘孜藏族自治州泸定县的跨大渡河的悬索桥。大桥于2014年作为 雅叶高速雅安－康定段的控制性工程开工建设，于2018年通车，2021年获国际桥梁大会颁发的古斯塔夫·林德撒尔奖。大桥主跨1,100米（3,600英尺），在通车时是世界上跨度第四大的山谷悬索桥，仅次于龙江大桥、矮寨大桥和清水河大桥，桥面高度285米（935英尺）也是世界上桥面高度最高的几座桥梁之一。

## 照片

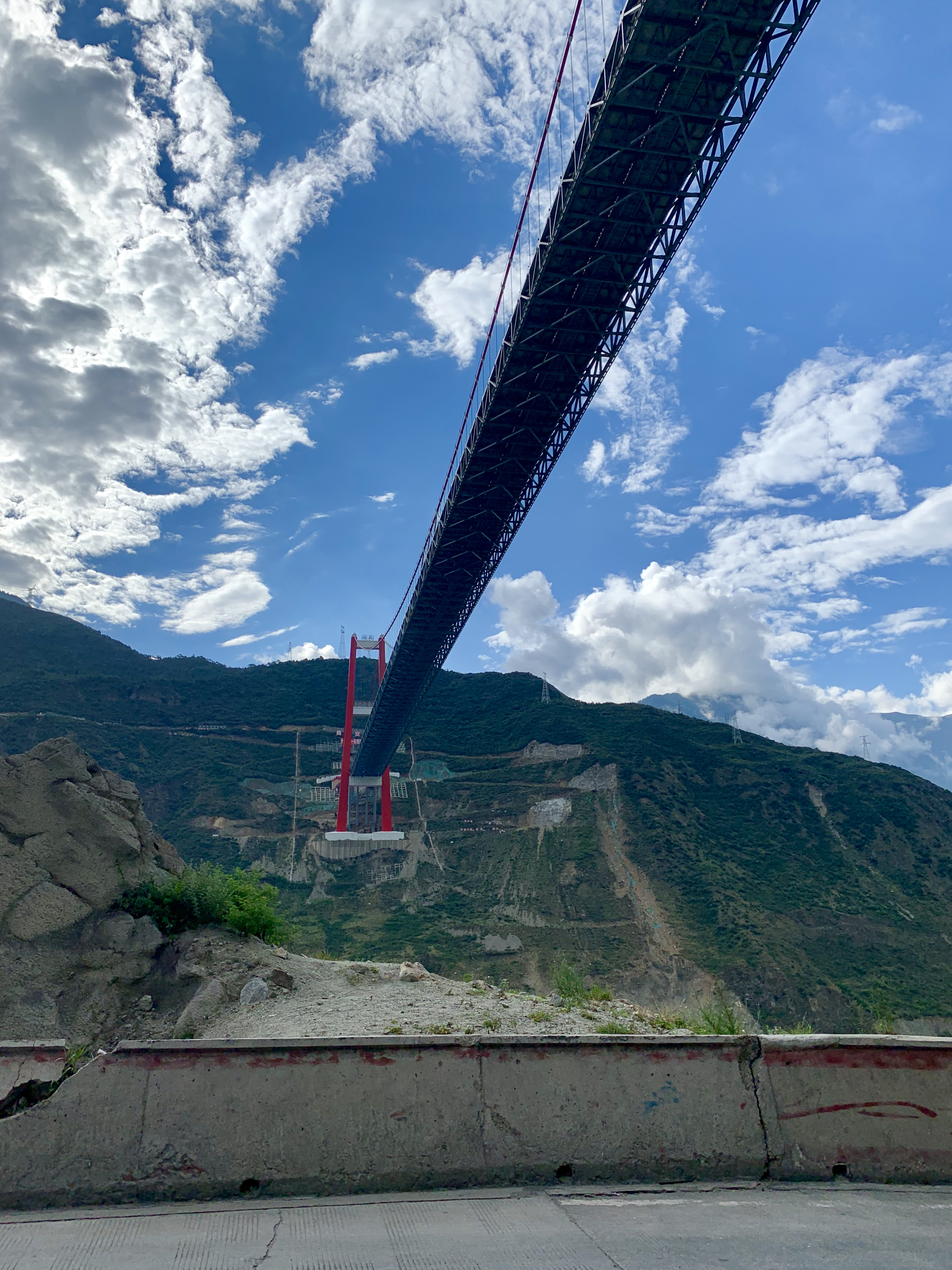
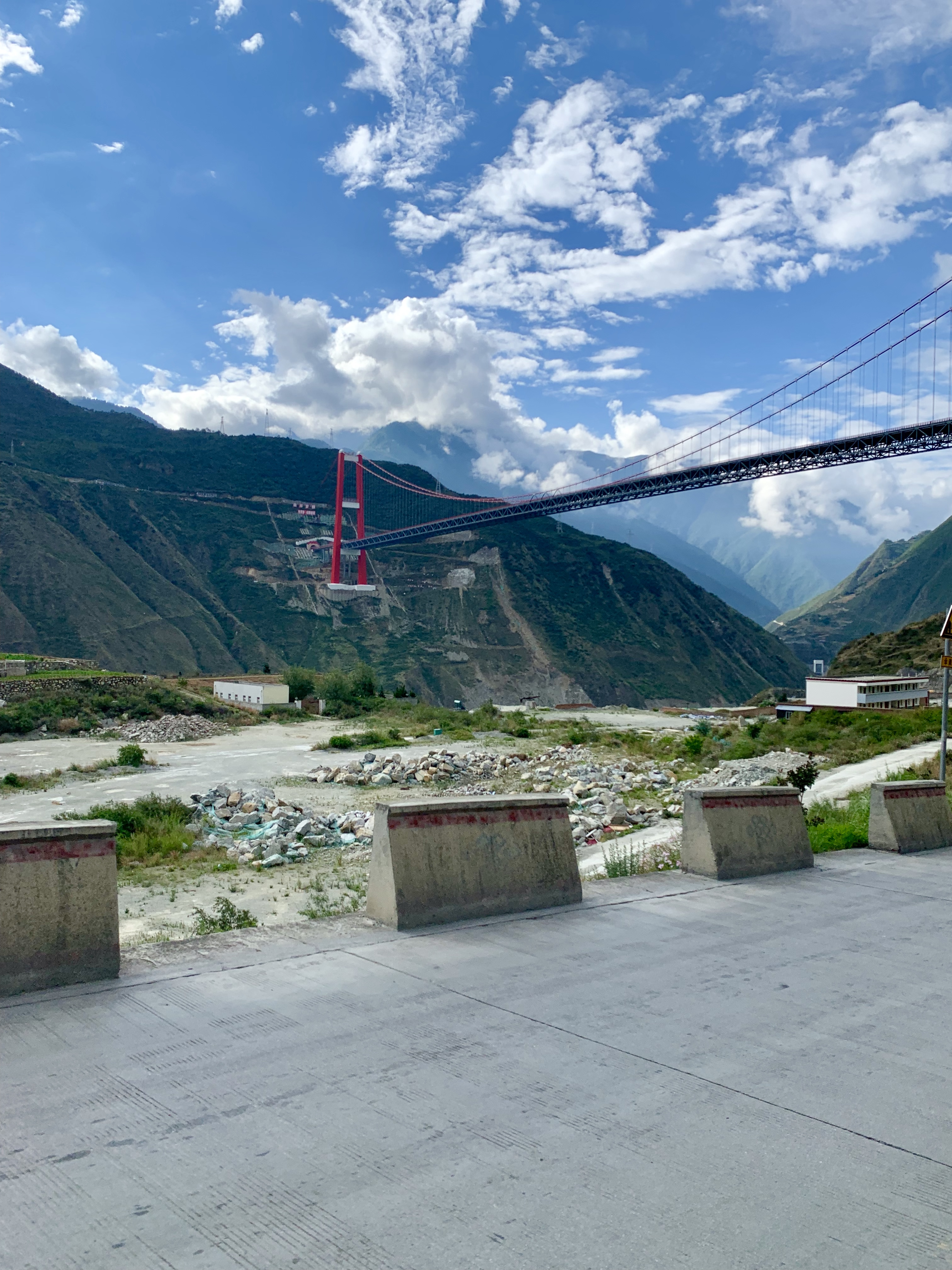
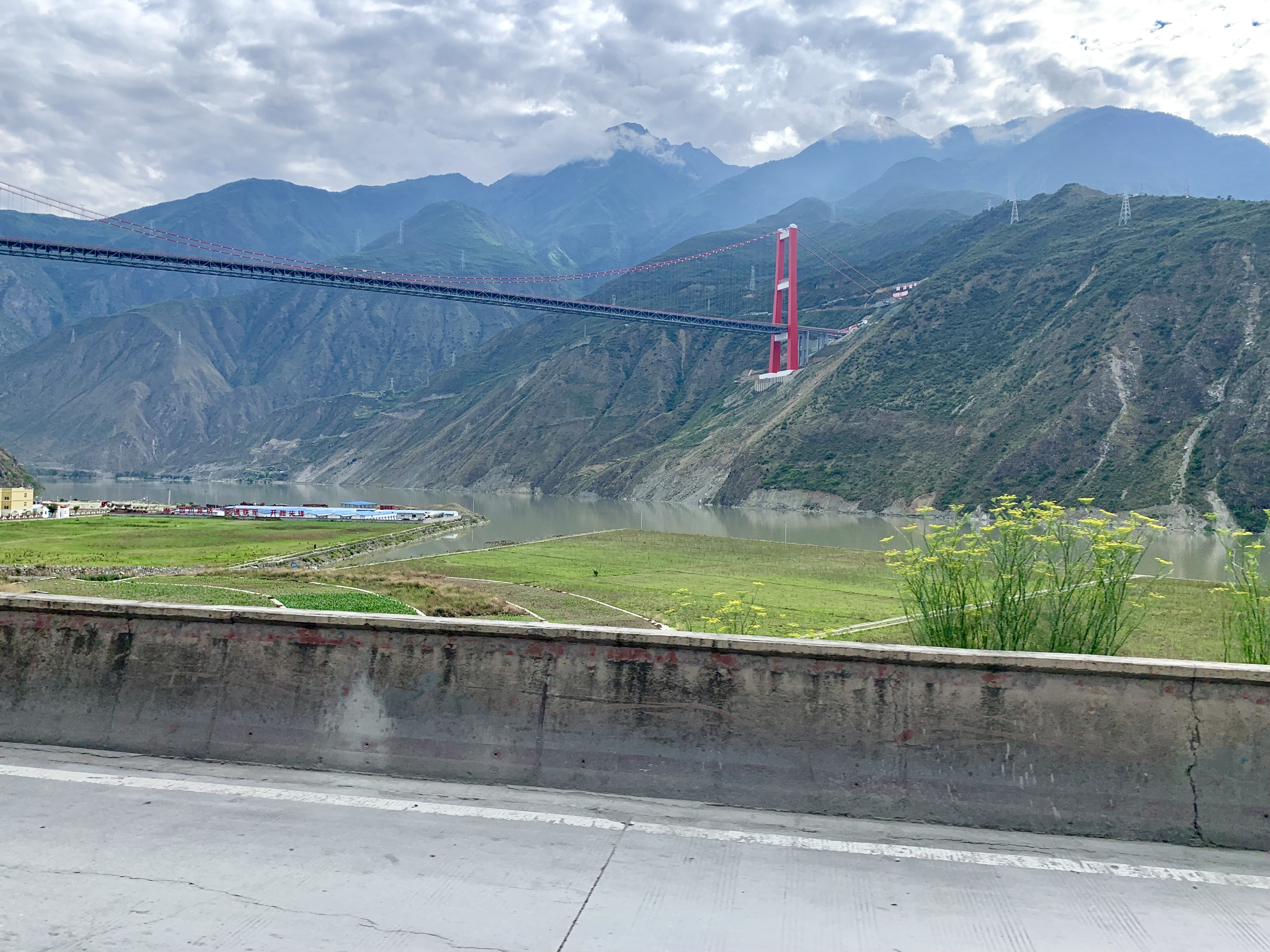